# Pidyon HaBen

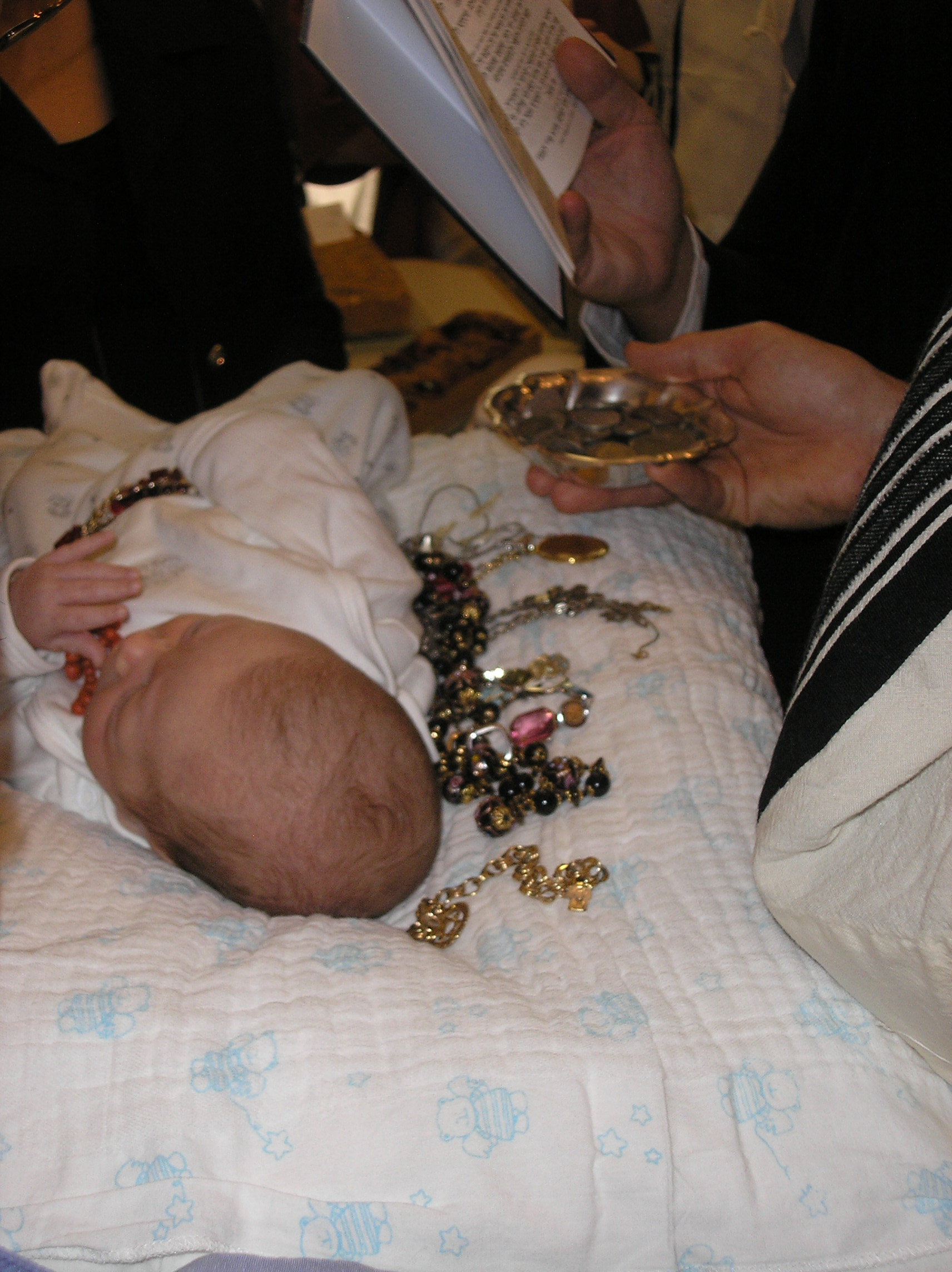
"Pidyon Haben": riscatto del primogenito

Il pidyon haben, (ebraico: pidyon haben פדיון הבן) o riscatto del figlio primogenito, è una mitzvah dell'ebraismo dove il figlio primogenito israelita viene riscattato con cinque shekel d'argento dal suo stato di santità genetliaca. Le monete del riscatto vengono offerte in dono al Kohen (sacerdote ebraico).

## Nella Bibbia ebraica
Nella Bibbia ebraica le leggi che si riferiscono al riscatto del figlio primogenito si trovano nel Libro dell'Esodo, Libro dei Numeri e nel Levitico:
(Numeri 3:49,51)